# Szamossályi
Szamossályi község Szabolcs-Szatmár-Bereg vármegyében, a Fehérgyarmati járásban.

## Fekvése
Szabolcs-Szatmár-Bereg vármegye délkeleti részén, a Szatmári-síkságon fekvő település.
Jánkmajtis 3,5 km, Hermánszeg 2 km, Szamosújlak 2,5 km, Gyügye 9 km, Fehérgyarmat 17,5 km távolságra található.

## Története
A település és környéke már ősidők óta lakott helynek számít, amit az itt talált kőkori leletek is bizonyítanak.
Első ismert írásos említése 1181-ből való.
A cégényi monostor birtokainak határjárásakor tűnik fel először, majd 1271-ben Kaplyon Proxra nevével kapcsolatban említették, aki a Miskolc nemzetség I. Pál ágából való Sándor neje volt és ez évben a Szatmár vármegyei Sályi falu egy részét kapta.
Később 1277-ben, majd 1325-ben is említették, mint a Kaplony nemzetségbeli Dénes, illetve a Káta nemzetségbeli János birtokát.
1350-ben a Csaholyi család őse, Ábrahám fia Péter tulajdonába kerül. 1477-ben „Saly” néven említik.
A reformáció idején református lesz.
1547-ben a régi birtokos, a Csaholyi család fiúága kihalásával leányágon a Melith családé lett.
A 18. században itt sok család birtokos, főként a Domahidy és a Sulyok család. 1886-ban nagy árvíz sujtotta a települést, a mentési és segélyezési munkákat személyesen Újfalussy Sándor alispán vezette.

## Közélete

### Polgármesterei
- 1990–1994: Dr. Péter András (független)[4][5]
- 1994–1998: Dr. Péter András (független)[6][7]
- 1998–2002: Dr. Péter András (független)[8][9]
- 2002–2006: Biróné Dienes Csilla (független)[10][11]
- 2006–2010: Biróné Dienes Csilla (független)[12][13]
- 2010–2014: Biróné Dienes Csilla (független)[14]
- 2014–2019: Biróné dr. Dienes Csilla (független)[15][16]
- 2019–2024: Biróné dr. Dienes Csilla (független)[17]
- 2024– : Biróné dr. Dienes Csilla (Megoldás Mozgalom)[1]

## Népesség
A település népességének változása:
| Lakosok száma | 725  | 713  | 747  | 720  | 608  | 630  | 606  |
|               | 2013 | 2014 | 2015 | 2021 | 2022 | 2023 | 2024 |

2001-ben a település lakosságának 96%-a magyar, 4%-a cigány nemzetiségűnek vallotta magát.
A 2011-es népszámlálás során a lakosok 85,1%-a magyarnak, 3,4% cigánynak, 0,4% németnek, 0,4% románnak, 1,4% ukránnak mondta magát (14,9% nem nyilatkozott; a kettős identitások miatt a végösszeg nagyobb lehet 100%-nál). A vallási megoszlás a következő volt: római katolikus 3,7%, református 65,6%, görögkatolikus 3%, felekezeten kívüli 2,3% (23,9% nem válaszolt).
2022-ben a lakosság 89,6%-a vallotta magát magyarnak, 1,3% ukránnak, 1,3% románnak, 0,5% németnek, 0,3% egyéb, nem hazai nemzetiségűnek (10,4% nem nyilatkozott; a kettős identitások miatt a végösszeg nagyobb lehet 100%-nál). Vallásuk szerint 6,3% volt római katolikus, 54,9% református, 3,6% görög katolikus, 1,5% egyéb keresztény, 0,3% ortodox, 8,4% felekezeten kívüli (24,8% nem válaszolt).

## Nevezetességei
- Református templom – Műemlék temploma középkori eredetű.

1835 és 1865 között romantikus stílusban építették újjá. Érdekesség, hogy ferde a tornya. A templom újjáépítésekor a torony megsüllyedt, majd az egész ferdülni kezdett. A dőlés jelenleg 80 centiméter. A helyiek és a környékbeliek „sályi ferde torony”-nak hívják.

## Külső hivatkozások
- Szamossályi az utazom.com honlapján